# Râul Gârbău
Râul Gârbău este un curs de apă, afluent al râului Secaș. 